# Liomys salvini
Espèce
Statut de conservation UICN

 LC  : Préoccupation mineure
Liomys salvini est une espèce de Rongeurs de la famille des Heteromyidae qui regroupe les souris kangourou d'Amérique. Ce petit mammifère fait partie des Souris épineuses à poches, c'est-à-dire à larges abajoues. Il est présente au Guatemala, Mexique, Costa Rica, Honduras, Salvador et Nicaragua.
L'espèce a été décrite pour la première fois en 1893 par le zoologiste anglais Michael Rogers Oldfield Thomas (1858-1929).

## Liste des sous-espèces
Selon Mammal Species of the World (version 3, 2005)  (24 nov. 2012) :
- sous-espèce Liomys salvini crispus
- sous-espèce Liomys salvini salvini
- sous-espèce Liomys salvini vulcani